# Atonement (film 1914)
Atonement è un cortometraggio muto del 1914. Non viene riportato il nome del regista.
Il film, prodotto dalla Majestic Motion Picture Company e distribuito dalla Mutual Film, era interpretato da William Nigh, un regista che, nella sua carriera, girò anche una trentina di film come attore.

## Produzione
Il film fu prodotto dalla Majestic Motion Picture Company.

## Distribuzione
Distribuito dalla Mutual Film, il film - un cortometraggio in due bobine - uscì nelle sale cinematografiche statunitensi il 22 marzo 1914.